# Heinz Cassebaum
Heinz Cassebaum (né le 29 octobre 1925 à Magdebourg et mort le 14 avril 2000 dans la même ville) est un chimiste allemand.

## Biographie
Cassebaum est le fils d'un charpentier. Il effectue un apprentissage d'assistant de laboratoire chimique, qu'il termine en 1943. Il sert ensuite comme soldat allemand sur le front de l'Est pendant la Seconde Guerre mondiale. En 1944, il est grièvement blessé. En 1945, il est fait prisonnier par les Soviétiques, dont il est libéré en 1947. Il passe ensuite son Abitur au pré- semestre à l'Université de Halle jusqu'en 1948. Une licence en chimie suit. De 1953 à 1957, il travaille comme assistant à l'institut de chimie de l'université avec Wolfgang Langenbeck (de) et obtient son doctorat.
En 1957, il prend un poste de directeur de laboratoire dans l'entreprise chimique VEB Fahlberg-List (de) dans le quartier de Salbke de Magdebourg. Dans ce rôle, il effectue des recherches reconnues et est l'inventeur ou le co-inventeur de plus de 60 brevets. Ses travaux portent sur les diaryles, les ferments modèles, les isatines, les naphtoquinones, les potentiels redox ainsi que les produits de contraste radiologique et les préparations adipiodone, antirhumatismaux, bronchosécrétolytiques, clofézine, cyclamate, falignost, falimint, ibuprofène, ioglyc-trijobilamide, indométacine, piroxicam, trijobil et visotrast. Il publie des articles professionnels sur son travail, également à l'échelle internationale. En 1974, il a été reconnu comme un inventeur honoré . En 1991, il prend sa retraite. Dans les années 1990, il vit à l'adresse Am Seeufer 9 dans le quartier de Neustädter See de Magdebourg.
Cependant, il s'intéresse également aux sujets historiques et biographiques. Il est l'un des auteurs de le « Lexikons bedeutender Chemiker » et écrit les biographies des chimistes Joseph Loschmidt, Caspar Neumann (de), Johann Heinrich Pott, Friedrich Rochleder (de), Carl Wilhelm Scheele et Daniel Sennert. Il traite également traité de l'histoire du colorant indigo, de l'édulcorant saccharine, de la chimie aromatique, de la chimie structurale et du tableau périodique des éléments, ainsi que de l'histoire de l'industrie chimique dans la région de Magdebourg.

## Publications
- Die Konstitution des β-Dinaphthyldichinhydrons und seine Bedeutung beim katalytischen Abbau von _1hnα-Aminosäuren mit Hilfe von β-Naphthochinon, Halle (Saale), 1956.
- Reinhard Barke: Röntgenkontrastmittel: Chemie – Physiologie – Klinik unter Mitarbeit von Heinz Cassebaum. Thieme, Leipzig 1970.
- Der Einfluß der Arbeiten Carl Schorlemmers (de) aus den Jahren 1862 bis 1864 auf die damalige Entwicklung der Aromatenchemie. In: Wissenschaftliche Zeitschrift. Technische Hochschule Merseburg. Leuna-Merseburg. Band 19 (1977), 2, S. 280–289  (ISSN 0323-5270).
- Die Stellung der Braunstein-Untersuchungen von J. H. Pott (1692-1777) in der Geschichte des Mangans. In: Sudhoffs Archiv. Band 63, (1979), Heft 2, S. 136–153.
- Carl Wilhelm Scheele. B. G. Teubner, Leipzig 1982 (Biographien hervorragender Naturwissenschaftler, Techniker und Mediziner Band 58).
- Von der kapitalistischen Saccarinfabrik zum sozialistischen VEB Fahlberg-List Magdeburg. 1886-1986. Magdeburg 1986.
- Lexikon bedeutender Chemiker von Winfried R. Pötsch (Federführung); Annelore Fischer; Wolfgang Müller. Unter Mitarbeit von Heinz Cassebaum. Bibliographisches Institut, Leipzig 1988  (ISBN 3-323-00185-0).